# Barat (Kembang Tanjong)
Barat is een bestuurslaag in het regentschap Pidie van de provincie Atjeh, Indonesië. Barat telt 310 inwoners (volkstelling 2010).